# كامل حنا ججو
كامل حنا ججو عسكري عراقي مسيحي وأحد حراس صدام حسين الشخصيين، ورئيس خدمه، وأحد مراسليه،

## مقتله
عام 1988 كان يحتفل مع مجموعة من أقربائه في جزيرة الأعراس، حيث كان ثملا ويطلق عيارات نارية بالهواء. وكان عدي قريب من ذلك المكان، فأرسل إليه طلبا للكف عن إطلاق العيارات النارية حيث كانت السيدة سوزان مبارك زوجة الرئيس المصري ضيفة على زوجة الرئيس في بغداد، وتسكن في فيلا قريبة بجزيرة الأعراس تلك الليلة ولما لم ينفذ كامل حنا رغبة عدي رغم تكرار طلبه عن طريق الحماية، قدم عدي بنفسه إليه غاضبا في الحفلة و ضربه بعصا على مؤخرة رأسه أمام المحتفلين، فحدث له نزيف بالمخ أدى إلى وفاته في تلك الليلة.
وذكرت بعض المراجع بأنه عرف الرئيس لصدام حسين بسميرة الشهبندر
فاكتسب حنا عداوة عدي صدام حسين الذي شعر بأنه السبب في زواج صدام حسين من سميرة واعتبر ذلك إهانة لأمه ساجدة طلفاح الزوجة الأولى لصدام, إثر ذلك الهجوم وقد عوقب عدي في وقتها على هذه الفعلة وقد زج في السجن وبعد تدخلات كبيرة قام بالإفراج عنة وتحديد جميع مهامة وأُنهيت القضية بدفع ربع مليون دينار إلى عائلة كامل حنا الذين تنازلوا بصلح مدني.

## أقاربه
والده (حنا) هو الطباخ الخاص لصدام في القصر و كانت أم كامل مربيةً لحلا ابنة صدام، وكان أخو كامل اسمه ملكو، عسكرياً، كلّفه صدام بتشكيل قوات آشورية، سُمّيتْ بعدئذٍ الفوج الآشوري.